# Democratic Youth Federation of India
Die Democratic Youth Federation of India (DYFI) ist eine formal unabhängige sozialistische Jugendorganisation in Indien, sie wird jedoch mit der Communist Party of India (Marxist) (CPI (M)) assoziiert und beruft sich auf einen Standpunkt der politischen Linken, mit welcher, laut eigenem Standpunkt alle progressiven Kräfte angesprochen werden. Sie wurde am 3. November 1980 auf einem Parteitag der Partei gegründet. Ihr Vorsitzender ist P. A. Mohammed Riyas.

## Geschichte
Die DYFI sieht sich als Nachfolgerin der Kerala Youth Federation India (KYFI), welche am 22. Juni 1968 in Kozhikode als sozialistische Organisation von Ayillyath Kuttiari Gopalan, Gründungsmitglied der CPI (M), gegründet wurde und im Gründungsprogramm für ein Recht auf Arbeit in Reaktion auf die in großen Teilen bis heute andauernde Jugendarbeitslosigkeit sowie die Vorantreibung der Säkularisierung in Indien aufrief.
Einen weiteren Standpunkt, den die KYFI aufgriff, war Ablehnung von Separatismus und reaktionärer Politik, weshalb die KYFI unter dem Motto „Ein demokratisches säkulares progressives Indien“ für die Gründung einer neuen, national agierenden Jugendorganisation warb und diese vorbereitete.
Die DYFI wurde während einer Konferenz zwischen dem 31. Oktober und dem 3. November 1980 in Folge einer Fusion der Democratic Youth Federation of West Bengal (DYF) und der Kerala Socialist Youth Federation (KSYF) im Parteihaus der CPI (M) dem Saheed Kartar Singh Sarabha Village, in Ludhiana gegründet. An der Konferenz nahmen über 600 jugendliche Delegierte diverser Jugendorganisationen aus ganz Indien teil. Die Gründung geschah als Reaktion auf die nationalistische Khalistan-Bewegung. Während der Vorbereitungen auf den Kongress wurde der Jugendliche Sozialist Arursingh Gill von einem Separatisten erschossen.
1984 organisierte die DYFI unter dem Motto „Bildung für alle, Jobs für alle“ eine Spenden- und Unterschriftensammlung, in deren Kontext 2.500.000 Unterschriften gesammelt und im Anschluss mit einem Ochsenkarren zu dem Raj Bhavan des Staates Kerala zogen.
Am 25. November 1994 kam es in Kannur im Kontext einer Demonstration für freie Bildung zu Auseinandersetzungen zwischen Polizeikräften und Mitgliedern der PCI(M), bei der Fünf Mitglieder der DYFI ums Leben kamen. Dieser Zwischenfall wurde als Koothuparamba firing bekannt.

## Publikationen
Auf nationaler Ebene veröffentlicht die DYFI das Magazin Naujawan Drishti (zu deutsch: Jugendstrom). Zudem werden die regionalen Zeitungen Jubashakti (Westbengalen), Yuvadhara (Kerala) und Yuvasangharsh (Maharashtra) veröffentlicht.

## Verbindungen
Mit über 2,2 Millionen Mitgliedern im Jahre 2012 (Zum Vergleich: 1,4 Millionen in 2011) zwischen 15 und 40 Jahren ist die DYFI die größte Jugendorganisation Indiens. Sie ist Mitglied im Weltbund der Demokratischen Jugend. Darüber hinaus unterhält sie innerhalb des indischen Einflussbereiches diverse ihr unmittelbar nahestehende Organisationen, beispielsweise die Jammur & Kashmir Democratic Youth Federation in Jammur & Kashmir sowie die Tribal Youth Federation in Tripura und hat eine enge Verbindung zur studentischen Organisation der PCI(M), der Student’s Federation of India.